# میانج (قزوین)
اولادی غیاثوند و کیماسی و  سلخوری از طایفه‌های بزرگ این روستا می‌باشد 
میانج (قزوین)، روستایی از توابع بخش کوهین شهرستان قزوین در استان قزوین ایران است.

## جمعیت
این روستا در دهستان ایلات قاقازان شرقی قرار دارد و براساس سرشماری مرکز آمار ایران در سال ۱۳۸۵، جمعیت آن ۱۷۱ نفر (۴۶خانوار) بوده‌است.